# Goričan (priimek)
Goričan je priimek v Sloveniji, ki ga je po podatkih Statističnega urada Republike Slovenije na dan 1. januarja 2010 uporabljalo 577 oseb in je med vsemi priimki po pogostosti uporabe uvrščen na 480. mesto.

## Znani nosilci priimka
- Alenka Goričan (1928—2002), lektorica angleškega jezika
- Alojz Goričan (1888—1968), pravnik in politik, celjski župan
- Franc Goričan (1869—1951), agronom
- Henrik Goričan (1915—1962), duhovnik
- Špela Goričan (*1960), geologinja, paleontologinja, izredna članica SAZU
- Larisa Goričan, medicinska biologinja
- Tjaša Goričan, biokemičarka
- Viktor Goričan (1925—1999), slikar, keramik, likovni pedagog v Zagebu